# Ferdinand von Colloredo-Mannsfeld
Ferdinand Graf von Colloredo-Mannsfeld (n. 30 iulie 1777, Viena, Monarhia Habsburgică – d. 10 decembrie 1848, Gresten⁠(d), Austria Inferioară, Austria) a fost un diplomat, politician, latifundiar și antreprenor austriac.

## Familie
Provenea din familia mobiliară de origine italiană Colloredo și era fiul prințului Franz de Paula Gundaker von Colloredo-Mannsfeld. Mama lui era contesa Maria Isabella, născută von Mannsfeld.
S-a căsătorit în anul 1801 cu baroneasa Auguste Freiin Groschlag von Dieburg. Căsătoria a fost anulată în 1809, astfel că în 1810 el s-a căsătorit la Zürich cu fiica unui nobil local, Maria Ziegler, cu care a avut doi copii. În anul 1842 s-a căsătorit pentru a treia oară cu baroneasa Emilie Freiin von Metzburg cu care nu a avut copii.

## Biografie
Având în vedere poziția sa și starea de sănătate, el a fost desemnat de familie pentru cariera ecleziastică, iar pentru aceasta a studiat dreptul la Würzburg și Göttingen. Ulterior, a abandonat ideea de a face parte din cler și a intrat în serviciul diplomatic austriac. În 1801 a fost trimis ca delegat al Boemiei la Reichstagul din Regensburg și a fost implicat direct în discuțiile privind Reichsdeputationshauptschluss. Apoi a devenit trimis special în Regatul Neapolelui. 
În 1808 s-a retras din activitatea guvernamentală pentru o scurtă perioadă. În 1809 a intrat în armată și a condus ca maior o unitate de infanterie în timpul Războiului celei de-a Cincea Coaliții. S-a distins în luptele de la Aspern și Wagram. La propunerea arhiducelui Carol de Teschen, după cele două bătălii, a fost decorat cu crucea de comandor al Ordinului imperial Leopold. După război, s-a ocupat din nou de administrarea proprietăților sale. În 1814, după întoarcerea lui Napoleon, a revenit din nou în serviciul militar. Mai întâi, el a servit la cartierul general al feldmareșalului Schwarzenberg și apoi a fost trimis în Elveția.
După război, a devenit în 1822 consilier de stat și deputat în Landtagul din Austria Inferioară, jucând un rol-cheie în elaborarea regulamentului privind impozitul pe proprietăți, aprobat în 1824.
El a investit bani la Dürnkrut pentru înființarea primei fabrici de zahăr din țară, contribuind astfel semnificativ la dezvoltarea economică națională. În 1819 a fost implicat în înființarea prima bănci de economii austriece, iar în 1825 s-a aflat printre fondatorii primei companii mutuale naționale de asigurări a daunelor împotriva incendiilor. În 1838 a fost numit Generalhofbaudirektor (director general al autorității de construcții) și a contribuit la reducerea riscului de incendiu la Viena, construind în acest scop o a doua conductă de apă de la Tiergarten până la Palatul Schönbrunn. A luat, de asemenea, alte măsuri structurale. Împotriva rezistenței cercurilor conservatoare, el a cooperat la fondarea în 1840 a Camerei de Comerț din Austria Inferioară. Aceasta a devenit locul de întâlnire al burgheziei și nobilimii. Pe lângă chestiunile economice, au fost discutate și probleme politice ca parte a unei politici de reformă modernă.
La începutul Revoluției de la 1848 s-a angajat activ în menținerea ordinii în calitate de comandant al Legiunii Academice, încercând să acționeze cu moderație. Amenințat de radicali cu arestarea, el a demisionat din funcție.